# Hispano-Suiza Tipo 60
Der Hispano-Suiza Tipo 60 ist ein Pkw-Modell. La Hispano-Suiza stellte die Fahrzeuge im spanischen Barcelona her.

## Beschreibung
Dieses Modell wurde von 1932 bis 1943 angeboten. Vorgänger war der Hispano-Suiza Tipo 49.
Der Sechszylinder-Reihenmotor war vorn längs im Fahrgestell eingebaut. Er trieb über ein Dreiganggetriebe und eine Kardanwelle die Hinterachse an. Er war wassergekühlt. In der ersten Ausführung bis 1933 ergaben 80 mm Bohrung und 100 mm Hub 3016 cm³ Hubraum. Der Motor leistete 58 PS bei 2800 Umdrehungen in der Minute.
1934 folgten die Varianten RL und RLA. Ihre Motoren hatten 85 mm Bohrung und 3405 cm³ Hubraum und leisteten 70 PS.
Die erste Ausführung hatte 3250 mm Radstand und 1400 mm Spurweite. Das Fahrgestell wog 1100 kg. Der RL hatte 3178 mm Radstand, 1428 mm (vorne) bzw. 1549 mm (hinten) Spurweite und war 4335 mm lang. Der längere RLA hatte 3570 mm Radstand, 1425 mm vordere Spurweite, ebenfalls 1549 mm hintere Spurweite und eine Länge von 4722 mm.
Bekannt sind Aufbauten als Limousine, Coupé, Pullman-Limousine, Cabriolet, Roadster, Tourenwagen und Kastenwagen.

## Produktionszahlen
Von der ersten Serie entstanden 50 Fahrzeuge.